# Honduras en los Juegos Olímpicos de Londres 2012
Honduras participó en los Juegos Olímpicos de Londres 2012. Representaron al país veinticinco deportistas en ocho disciplinas deportivas, conformados por ocho individuales y diecisiete por equipo, todos de la selección nacional de fútbol sub-23. Era la delegación más numerosa de deportistas hondureños de las once asistencias a los Juegos.
El vallista Ronald Bennett era el abanderado en la ceremonia de apertura.

## Participación
Para esta edición el equipo olímpico hondureño de fútbol logró por primera vez avanzar a la segunda fase del torneo. Las anteriores participaciones habían sido en Sídney 2000 y Pekín 2008. En cuartos de final cayó ante Brasil, subcampeona del evento.

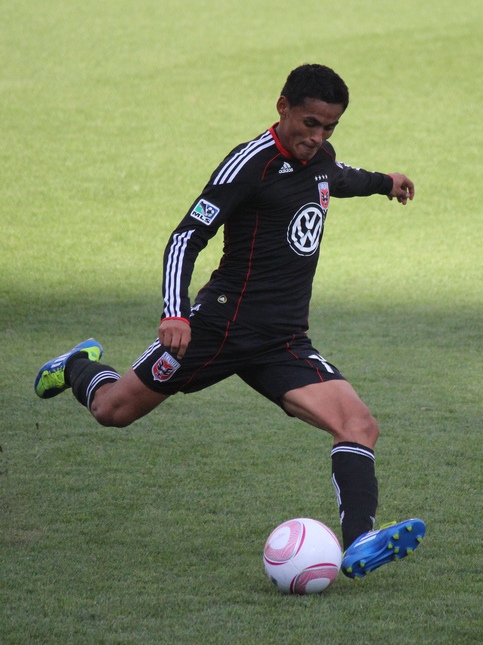
Andy Najar formó parte del seleccionado hondureño de fútbol.

## Participantes por deporte
| N.º | Deporte      | Hombres | Mujeres | TOTAL |
| --- | ------------ | ------- | ------- | ----- |
| 1   | Atletismo    | 1       | 1       | 2     |
| 2   | Boxeo        | 1       |         | 1     |
| 3   | Fútbol       | 18      |         | 18    |
| 4   | Halterofilia | 1       |         | 1     |
| 5   | Lucha        | 1       |         | 1     |
| 6   | Natación     | 1       | 1       | 2     |
| 7   | Tiro         |         | 1       | 1     |
| 8   | Judo         | 1       |         | 1     |
|     | Total        | 24      | 3       | 27    |

## Resumen de resultados

### Individual
| Deporte      | Atleta          | Evento               | Resultado                                                                                       |
| ------------ | --------------- | -------------------- | ----------------------------------------------------------------------------------------------- |
| Atletismo    | Ronald Bennett  | 110 m vallas         | Ronda preliminar: 9º puesto en heat eliminatorio y 44.º en la clasificación general (14,45 s).  |
| Atletismo    | Jeimy Bernárdez | 100 m vallas         | Ronda preliminar: 8º puesto en heat eliminatorio y 41.ª en la clasificación general (14,36 s).  |
| Boxeo        | Byron Molina    | 49 kg                | Vencido en ronda de 32.                                                                         |
| Halterofilia | Joel Pavón      | 94 kg                | 18º lugar en la clasificación general (total 320 kg).                                           |
| Lucha        | Brandon Escobar | Grecorromana, 55 kg  | Vencido en octavos de final.                                                                    |
| Judo         | Kenny Godoy     | 60 kg                | Vencido en ronda de 64.                                                                         |
| Natación     | Karen Vilorio   | 100 m espalda        | Ronda preliminar: 1.er lugar en heat eliminatorio y 41.ª en la clasificación general (1:06,38). |
| Natación     | Allan Gutiérrez | 400 m libre          | Ronda preliminar: 4° puesto en heat eliminatorio y 28º en la clasificación general (4:09,10).   |
| Tiro         | Claudia Fajardo | Pistola de aire 10 m | Ronda preliminar: 48.º puesto en la clasificación general (348 pts).                            |

### Por equipo
Selección de fútbol 
La plantilla de jugadores que participó en el torneo masculino de fútbol fue anunciada el 6 de julio de 2012. En los Juegos Olímpicos el cupo es de dieciocho jugadores por equipo, de los cuales tres pueden superar el límite de edad de veintitrés años.